# Thomas Richards (montatore)
Thomas Richards (Dalton, 8 gennaio 1899 – Los Angeles, 4 gennaio 1946) è stato un montatore statunitense.

## Biografia
Sono a lui accreditati i film Il mistero del falco (1941), Morire all'alba (1939), Paura d'amare (1935) e La settima croce (1944). 
È stato sposato con l'attrice Glenda Farrell dal 1921 al 1929 e padre di Tommy Farrell. È morto a Los Angeles, in California. 

## Filmografia parziale
- Jimmy il gentiluomo (Jimmy the Gent), regia di Michael Curtiz (1934)
- Paura d'amare (Dangerous) , regia di Alfred E. Green (1935)
- Stage Struck , regia di Busby Berkeley (1936)
- Women Are Like That, regia di Stanley Logan (1938)
- Morire all'alba (Each Dawn I Die), regia di William Keighley (1939)
- Il mistero del falco (The Maltese Falcon), regia di John Huston (1941)
- Thumbs Up, regia di Joseph Santley (1943)
- La settima croce (The Seventh Cross), regia di Fred Zinnemann (1944)